# Malaysischer Eishockeyverband
Der Malaysische Eissportverband ist der nationale Eishockeyverband Malaysias.

## Geschichte
Der Verband wurde am 28. September 2006 in die Internationale Eishockey-Föderation aufgenommen. Der Verband gehört zu den assoziierten Mitgliedern der IIHF und hat daher in deren Vollversammlung kein Stimmrecht. Aktueller Präsident ist Dato Lee Hwa Beng. 
Der Verband kümmert sich überwiegend um die Durchführung der Spiele der malaysischen Eishockeynationalmannschaft. Zudem organisiert der Verband den Spielbetrieb auf Vereinsebene, unter anderem in der malaysischen Eishockeyliga.